# Застава Никарагве
Застава Никарагве усвојена је 27. августа 1971. године. Базирана је на застави Уједињених провинција Центроамерике. 